# Paama
Paama (Língua paama: Voum) é uma pequena ilha em Malampa, Vanuatu, cujas extensões são de 88 km N-S e somente cerca 5 km L-O no seu ponto mais largo. A ilha é dominada por colinas que atingem no norte uma altura de 550 m. Hoje a maioria de seus habitantes vive em vilarejos próximos ao litiral e cultivam seus jardins nas encostas próximas. A produção de agricultura é basicamente para subsistência, mas algo é exportado para venda Port Vila (capital de Vanuatu em Éfaté) em Luganville (Espiritu Santo).

## Localização
Paama fica  pouco distante ao sul de Ambrym, um pouco mais a leste de Malakula, a cerca de 75 km do grande vulcão Lopevi (Ulvae, vernacular Cf. Crowley 1982), e a umas curta distância norte da ilha de Epi. Em dias claros, todas as linhas vizinhas a Paama são visíveis de vários locais da ilha. Numa noite clara, o brilho vermelho dos dois vulcões gêmeos de Ambrym pode ser visto com clareza da praia de areia negra de Liro. A hoje desabitada ilha Lopevi domina vista ao leste da cidade de Lulep, na costa noroeste da Paama. O vulcão ativo é razoavelmente regular, entrado em erupção a cada dois anos aproximadamente, causando problemas às populaces das cidades do nordeste da ilha, Lulep e Luli. A cinza vulcânica ácida cai sobre jardins e hortas, arruina as plantações e ainda desgasta e destroi os telhados das casas feitos de palmas “sago natangura”.

## Cidades
Na area norte da ilha á uma faixa gramada que serve como pista de aeroporto, com base na cidade de Tavie. Aterrisar e decolar desse aeroporto é muito difícil, pois ser uma das mais curtas áreas de pouso de todo Vanuatu. A maior cidade é Halos.
Liro, o centro administrative e do conselho da ilha, é a cidade mais populosa da ilha. O edifício do Conselho, que fica a cerca de cem metros da praia teria sido a residência do Ver. Maurice Frater, missionário da Igreja Presbiteriana em Vanuatu no início do século XX. 1900s.

## População
Hoje, a população da ilha é de cerca de duas mil pessoas, a maioria vivendo no litoral oeste. Porém, a quantidade de pessoas que se declaram Paameses é bem maior, sendo umas 7 mil que vivem dispersas por todo Vanuatu, as quais assim se declararam no Censo de 1999. Paama apresente o maior índice emigração (para outros pontos do país e para o exterior) de todas as 83 ilhas de Vanuatu. 

## Idioma
Os habitantes falam a língua paama, chamada paamês pelo linguísta Terry Crowley, embora os residents não tenham uma palavra para denominar a língua. Trata-se de uma língua Vanuatu Oriental, um cognato da língua Ambrym Sudeste, porém as duas não são tão próximas que permita uma inteligibilidade mútua.. Além de falar o paamês, a maioria dos habitants fala também o Bislama, uma das três línguas oficiais de Vanuatu .